# Stockholms stadsmurar

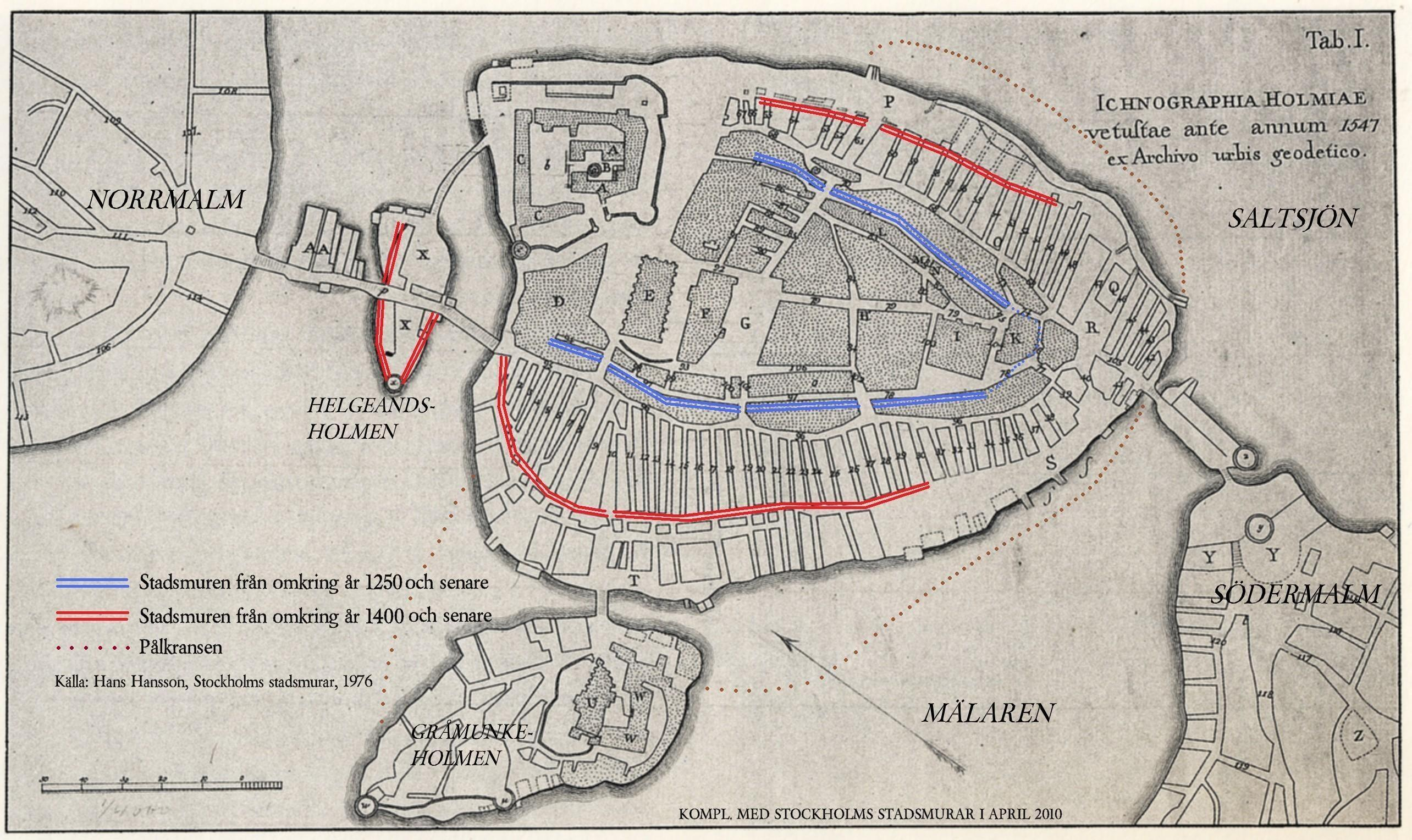
Stockholms båda stadsmurar inritade i en karta över staden på 1500-talets mitt. Blå linje avser den äldre, inre stadsmuren. Röd linje avser den nyare, yttre stadsmuren.

I Stockholm har det funnits två medeltida stadsmurar: En äldre inre, uppförd på slutet av 1200- och början av 1300-talet, samt en yngre uppförd under 1400- och 1500-talen. Stockholms stadsmurar var ett befästnings- och försvarssystem som skulle skydda staden mot angrepp från alla håll. Medan den äldre stadsmurens konstruktion och förlopp är till stora delar okänd, är den yngre stadsmuren numera relativt väl dokumenterad.
Stockholms yngre stadsmur förlorade med tiden sin militära betydelse. Man började därför riva den bit för bit från början av 1600-talet. En liten rest av den norra stadsmuren på Helgeandsholmen har kunnat beses på plats i Stockholms medeltidsmuseum.

## 1200-talets mur
Stockholms äldsta stadsmur var från början en befästningslinje som anlades under 1200-talets andra hälft runt Stadsholmen. Befästningslinjen hör alltså intimt ihop med Stockholms uppkomst genom Birger jarl, vilken daterats till 1200-talets mitt. Den äldre stadsmurens exakta utformning och läge är dock okänd och omtvistad. Enligt en gängse uppfattning finns rester av den äldsta stadsmuren bevarade i byggnader där muren en gång gick. Vid utgrävningar och byggnadsundersökningar har dock sådana rester aldrig påträffats.

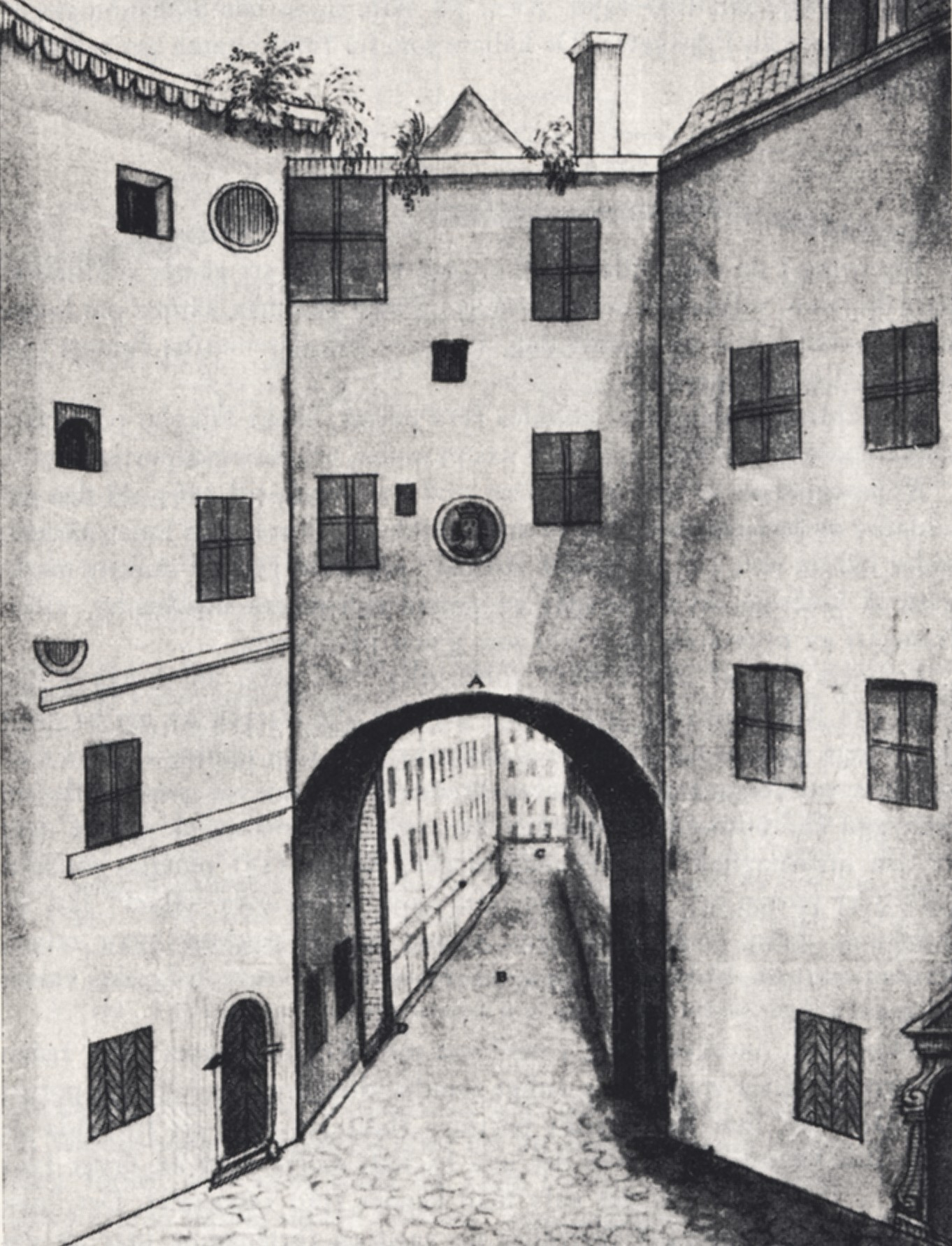
Köpmanporten 1685, Elias Brenner

En trolig placering för stadsmurens västra sträckning är längs Prästgatans västra sida, medan den östra muren följde Bollhusgränds och Baggensgatans östra sida. Att det exakta läget är svårbestämbart beror även på att muren flyttades utåt i takt med att staden växte. Att en mur verkligen har funnits framgår bland annat av bevarade skattelängder från 1400-talets senare hälft där begreppet "innan mur" användes för de skattebetalare som bodde på Stadsholmens höjdplatå.
"Mellan mur" var en gemensam benämning för stadens område mellan Prästgatan, Bollhusgränd och Baggensgränd. Dessa gator utgjorde Stockholms inre ringgator som omslöt den hjärtformade Stadsholmen. Stora delar av dagens Prästgatan och Baggensgatan tjänstgjorde som väktargång och avslutningen i norr utgjordes av borgen Tre Kronor. Den södra spetsen av ringmuren inklusive dess södra port utplånades vid 1300-talets mitt när Svartbrödraklostret uppfördes på denna plats.  
Även gällande stadsmurens konstruktion finns olika uppfattningar. Det kan ha varit en gråstensmur med en överdel av murtegel. På västra sidan anlagd som en del av åsbrantens terrassmur, medan den östra muren var fristående, båda cirka sju meter höga. Stockholms äldsta stadsmur kan även ha varit en träkonstruktion, en slags palissad. Det skulle kunna förklara varför den inte påträffats.
Stadsmuren hade fyra torn. Det var dock inga försvarstorn utan porttorn. I den västra muren fanns från norr Sankt Nikolai port, Skomakareporten och Vattenporten längst i söder. Östra muren hade en port, Köpmanporten, som är bäst känd. Den låg i förlängningen av Köpmangatan ungefär där Köpmantorget ligger i dag och fanns kvar ända till 1685. Köpmanporten avbildades av Elias Brenner strax före rivningen den 30 april 1687 "för dess trånga passage skull". Valvet var dock i verklighet betydligt smalare, ungefär 1,6 meter.
Under slutet av 1300-talet började allmänningen utanför stadsmuren bebyggas. Dessa landområden hade utökats undan för undan genom utfyllnader och landhöjningen. Då förlorade Stockholms äldsta stadsmur sin strategiska betydelse och en ny försvarsmur började anläggas längre väster- respektive österut.

## 1400-talets mur

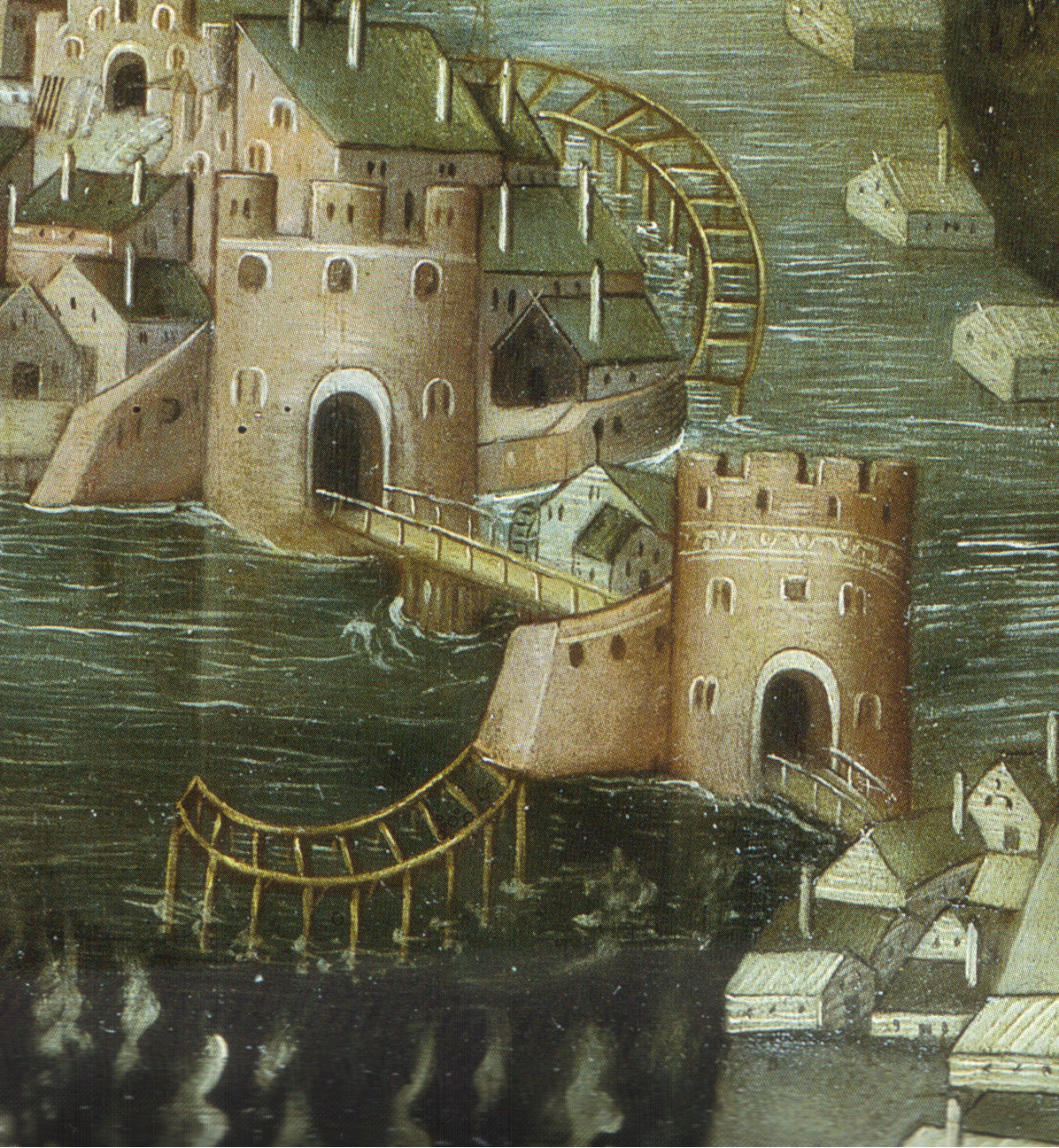
Inre och yttre Söderport samt pålkransen på Vädersolstavlan 1535.

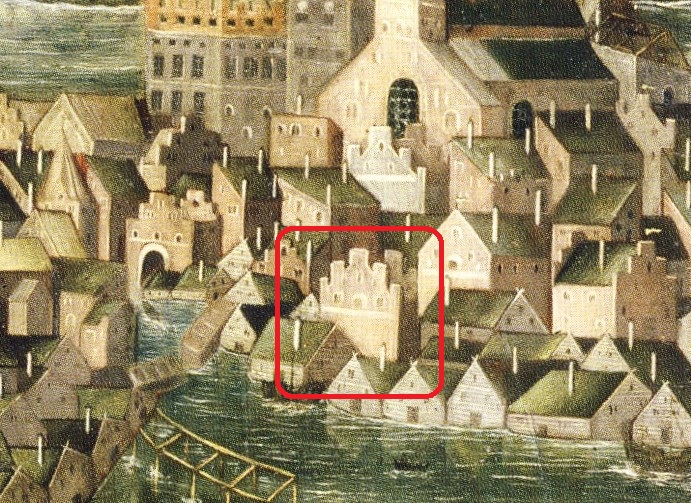
Gråmunketornet till vänster med portvalv och Lejontornet i röd ram, Vädersolstavlan 1535.

Den nya stadsmuren uppfördes i etapper. Redan på 1300-talet byggdes en ny försvarsmur på Stadsholmens nordvästra del ungefär i Myntgatans och norra Lilla Nygatans sträckning. Muren skyddade det område som först bebyggdes utanför själva stadskärnan. Då hade strandlinjen flyttats ett 30-tal meter västerut. Under en övergångsperiod fanns även en trämur ute i vattnet. Rester av denna framskjutna försvarsanläggning kunde dokumenteras på 1940-talet i samband med schaktarbeten för Kanslihusannexet i Kvarteret Cephalus.
På 1400-talet pågick murbyggen kontinuerligt både i väst mot Mälaren och i öst mot Saltsjön fram till 1500-talets mitt. Dessutom krävdes hela tiden att försvarsverket anpassades till rådande politiska och militärtekniska förhållanden. Därför koncentrerades murens förstärkningsarbeten i det väderstreck där angreppen på Stockholm ansågs kunde komma. Det betyder att muren mot öst och Saltsjön förstärktes under perioder där en dansk invasion sjövägen kunde befaras, exempelvis under Sten Sture den äldres tid vid 1400-talets slut, medan förstärkningar av Mälarmuren utfördes under första delen av Gustav Vasas regeringstid (ca 1530- till 1540-talet), då man fruktade att angrepp från inrikes upprorsmän kunde komma via Mälaren.
Gustav Vasa föranledde även förnyelsen av de yttre försvarsverken runt Norreport på Helgeandsholmens norra del. Muren på Helgeandsholmen uppfördes omkring 1530 i direkt anslutning till dåvarande strandkanten. I dag ligger Inre Norreports rester mitt under Mynttorget. Dessa kunde undersökas 1935, 1939 och 1982 i samband med schaktarbeten för ledningsdragningar. Inre Norreport nämns första gången 1409, men var sannolikt äldre än så. Porten revs 1672 och stadsmurens övre del 1674. 
En cirka 55 meter lång bit av denna norra försvarsmur grävdes fram mellan 1978 och 1981 i samband med ombyggnaden för Riksdagshuset i Stockholm (se även Riksgropen) och var en av huvudattraktionerna i Stockholms medeltidsmuseum fram till och med den 5 november 2023, då museet stängde. Den ursprungliga höjden var troligen sex meter. Nära murens östra ände fanns en kanonport med en ytterlucka av järn. Till sina fästningsbyggen använde Gustav Vasa bland annat tegel från S:t Johanneskyrkan.
På Vädersolstavlan från 1535 redovisas två Södertorn. Båda tornen visas halvrunda. Det inre (norra) tornet började återuppföras år 1524 efter det att föregångaren hade rasat året innan. Det yttre (södra) tornet hade ursprungligen en takhuv. 1637 revs inre och yttre Söderport, det sistnämnda för att ge plats åt den första slussen, den så kallade Drottning Kristinas sluss som invigdes år 1642.
Omkring 1530 lät Gustav Vasa uppföra två försvarstorn på Gråmunkeholmens nordvästra sida (nuvarande Riddarholmen). Det norra fick under 1700-talet namnet Birger jarls torn och det sydliga ingår numera i Wrangelska palatset. Birger jarls torn är byggt av ett ovanligt tegelformat, samma slags tegel som användes i Sankta Klara kloster, vilket revs 1527. Det har även visat sig att teglet till tornet varit använt förut, och att murbruksrester finns som inte härrör från tornbygget.  Birger jarls torn bör alltså ha uppförts av tegel från Klara kloster, under en tvåårsperiod som började hösten 1527. Den myt som började spridas på 1700-talet, att Birger jarls torn byggdes under Birger jarls tid på 1200-talet och var Stockholms äldsta byggnad, kunde därmed avlivas.
Stockholms yngre stadsmur hade ett 20-tal torn, förutom tornen på Helgeandsholmen och Gråmunkeholmen. Några var porttorn, som Inre Norretorn (vid dagens Mynttorget), Gråmunketorn (i höjd med dagens Stora Gråmunkegränd), Inre Södertorn (där dagens Slussplan ligger)  och längst österut Skultatornet (i dagens Drakens gränd). Däremellan fanns många försvarstorn, där inte alla är namngivna. Några har undersökts vid olika utgrävningar, exempelvis ett torn som låg vid Kolmätargränd i kvarteret Cephalus. Längs västsidans mur fanns dessutom Pulvertornet (eller Kruttornet) och Bocktornet. Fiskestrand mot Saltsjön i dagens kvarteret Diana var flankerad av två mindre torn.

### Lejontornet

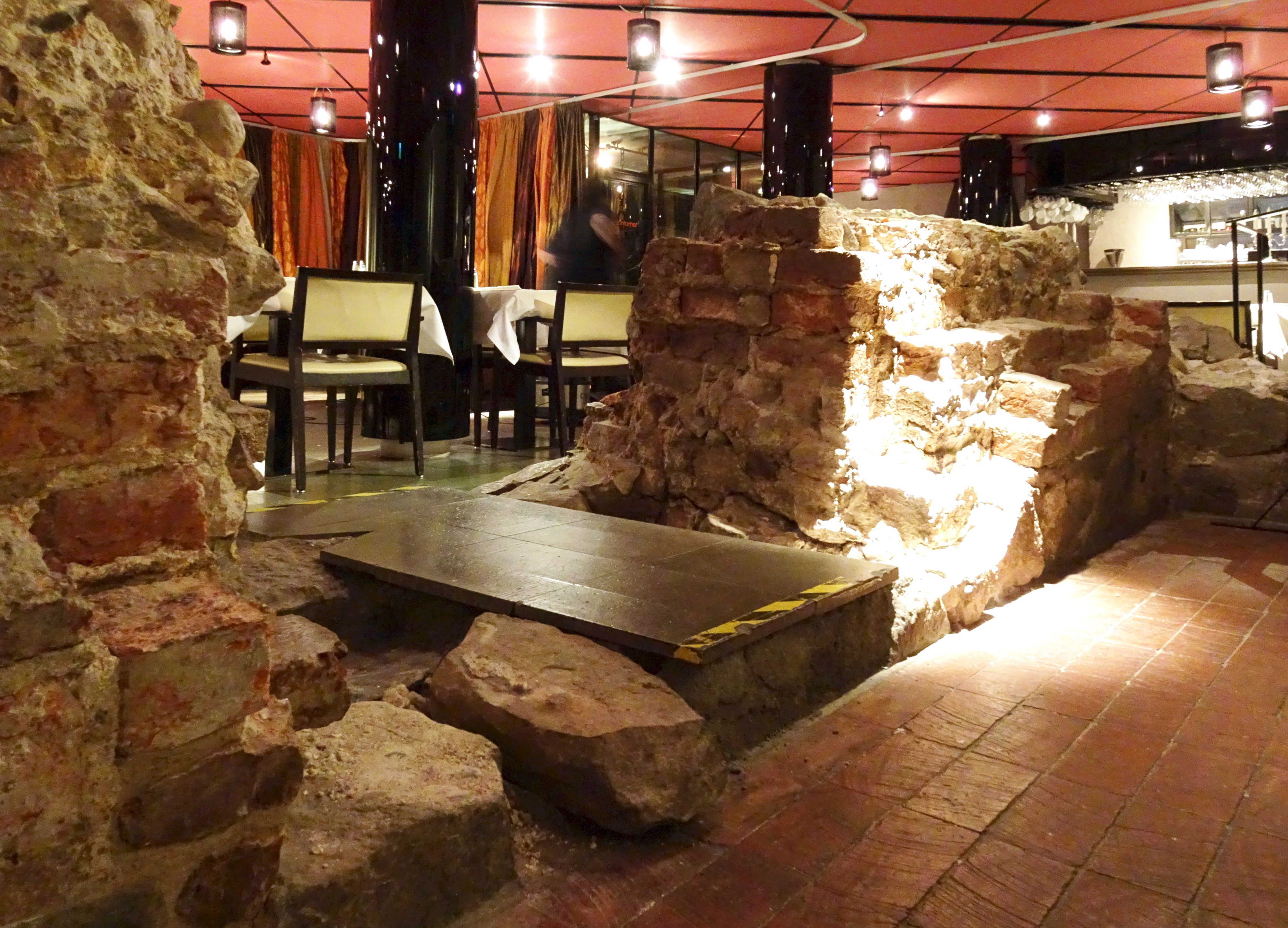
Lejontornets inre södra hörn i Victory Hotels restaurangmatsal.

Längst västerut fanns Lilla tornet och Stora tornet (det senare även kallat Lejontornet eller Leijontornet). En dendrokronologisk undersökning (tidsbestämning med hjälp av årsringar) genomförd 1984 i kvarteret Tritonia visade att virket till grundläggningspålarna för Lejontornet avverkats vintern 1382/1383. Tornet hade en kvadratisk planform med måtten 8 × 8 meter. Grunden hade en tjocklek av 1,5 meter och var utförd med ett skal av stora, omsorgsfullt utvalda gråstenar kring en fyllning av murbruk och småsten. Ovanpå det restes sedan själva tornet i murtegel. Tornets exakta höjd går inte längre att avgöra idag. Invid tornet påträffades murgatan eller allmänningen med två anslutande gränder, som är resterna efter Sven Vintappares gränd och Didrik Ficks gränd. Båda gränder har sin förlängning österut kvar som sträcker sig mellan Västerlånggatan och Stora Nygatan. På Vädersolstavlan från 1525 syns Lejontornet bakom sjöbodarna och framför Storkyrkan. 
År 1642 förvärvades den nybildade tomten i dagens kvarteret Tritonia av kyrkoherden Olof Laurelius. Då fanns Leiontornet fortfarande kvar. Av köpehandlingarna framgår bland annat att han fick ”såsom en del av tomten ett stadens gammalt torn […] som undanröjas och tagas måste”.  I gengäld fick Laurelius använda tornets murtegel ”till någon hjälp uti sin byggnad”.  År 1647 stod huset färdigt, samma hus som finns där fortfarande idag, dock i ombyggt skick. En del av Lejontornets fundament och nedersta tegelskift kan ses i Hotel Victorys frukost- och konferensmatsal, Lilla Nygatan 5.

## Pålkransen

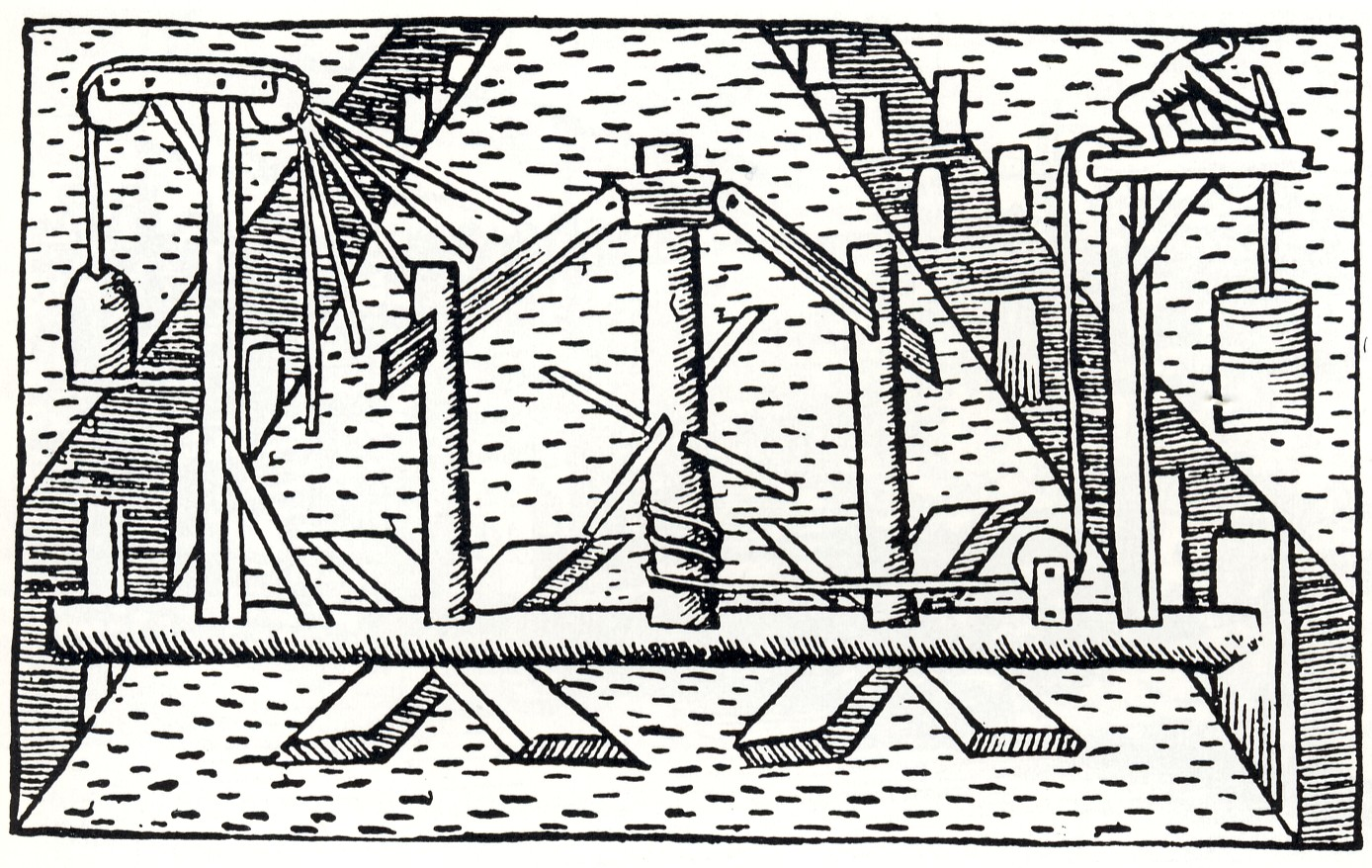
Dubbel pålkran från 1500-talet med sina stora "bultar" enligt Olaus Magnus

Stockholms yngre stadsmur omslöt aldrig Stadsholmens bebyggelse i sin helhet. Det var framför allt stadens hamnområden som lämnades öppna, i väst vid Kornhamn och i öst vid Kogghamn och Fiskartorget. Dessa utgjorde svaga punkter i stadens försvar. Under medeltiden tillkom därför en pålkrans i Mälaren respektive Saltsjön runt Stadsholmens södra och norra delar. 
Den tidiga pålkransen bestod av flottbommar gjorda av hoplänkade stockar. Liksom stadsporten öppnades och låstes bommarna av ”bomslutare”. Under medeltiden kallades denna försvarsanordning kort och gott för "bommen".
Försvarsverket i vattnet var utbyggt och nämns i Stockholms första bevarade ämbetsbok från 1419. Där talas om nyckelförvarare till bommarna vid Fisketorget, Korntorget, vid Lejontornet samt Draktornet.
Pålkransen, som den visas på 1500-tals illustrationer, bestod av dubbla pålrader förbundna med längs- och tvärgående stockar. Utanför Kornhamn krävdes grovt och långt virke på grund av det stora vattendjupet. Under 1500-talets början inköptes flera hundra pålar som var 24 meter långa och mer. Senare var det svårt att få tag i så långa stockar och man började skarva med hjälp av spik och smidda skarvringar. För själva indrivningen av pålarna i sjöbotten användes en speciell pålkran som var monterad på stadens pråm. På vintern kunde man slå ner pålarna från isen.
I pålkransen fanns inseglingsöppningar som stängdes med bommar nattetid och vid fara. Anläggningen fungerade både som tullstaket och gräns för det inre hamnområdet. För att ytterligare försvåra för fienden att nå Stadsholmens stränder sänktes skutor och vrak innanför pålkransen, som under danskarnas belägring år 1520.
Detta försvarsverk syns på många äldre illustrationer, till exempel på Frans Hogenbergs 1500-talsgravyrer över Stockholm, på Blodbadsplanschen från 1524 och på Vädersolstavlan från 1535.

## Rivning
Stockholms stadsmurar fyllde sin uppgift under många sekler. Ingen främmande eller inhemsk makt lyckades forcera Stockholms försvarsmurar. Att danskarna under  Kristian II kunde inta Stockholm den 7 september 1520 berodde på att staden kapitulerade efter blockad och påtryckningar.
Stadens skyddade läge på en ö gjorde att den var svår att inta. Fientliga anfall mot Norreport eller Söderport misslyckades alltid. Olaus Magnus skrev: ”Stockholms stadsportar åsamkade Danmarks konungar större omkostnader nedlagda på misslyckade stormningsförsök än de tio största städerna i deras eget rike.”
Under Gustav Vasa organiserades ett riksförsvar och fienden skulle mötas långt utanför huvudstaden. Han lät på 1540-talet anlägga Vaxholm som en spärr mot fientliga flottor. Samtidigt upprustades Gripsholms slott och Uppsala slott till fästningar.
Under Gustav II Adolfs regeringstid påbörjades Stockholms förvandling från medeltida småstad till en modern europeisk storstad. Staden ägnade sig åt handel och sjöfart, och det fanns inga invasionshot längre. Stadsmuren hade spelat ut sin roll och den hindrade även stadens expansion. 
Först revs mälarmuren på 1630-talet. Här hade en brandkatastrof, som kallades den ”stora vådelden”, år 1625 utraderat sydvästra delen av Stadsholmen och det blev startskottet för rivningen av stadsmuren och dess torn samt för Stockholms första stora gatureglering. Saltsjömuren försvann under 1600-talet. Materialet användes både som byggmaterial för nya hus och för nya utfyllnader, särskilt längs östsidan, där på nyvunnen mark Stockholms "skyltfönster" mot öst anlades: Skeppsbron. Rivningen av Stockholms yngre stadsmur utfördes så grundligt att den i dag inte syns någonstans ovan jord i Gamla stan.
| En rest av Stockholms norra stadsmur finns bevarad i Medeltidsmuseet. |  | En rest av Stockholms norra stadsmur finns bevarad i Medeltidsmuseet. |
| En rest av Stockholms norra stadsmur finns bevarad i Medeltidsmuseet. |  |                                                                       |